# Web 5.0
Web 5.0 được nhắc đến lần đầu tiên trong bài viết "What is your Web 5.0 strategy?" của Ajit Kambil, được đăng tải trên Journal of Business Strategy vào ngày 31 tháng 10 năm 2008. Cùng với sự phát triển của xã hội, thời đại mà công nghệ số đang thay đổi cuộc sống con người từng phút từng giây. Website 5.0 ra đời sẽ đánh dấu nhiều bước mới trong cuộc cuộc chuyển đổi số. Trang web 5.0 là không gian mang tính cảm xúc tương tác, nơi mà chúng ta có thể di chuyển từ trang web từ một môi trường không mang tính cảm xúc đến một môi trường giàu sự tương tác. Bài viết này đưa ra cái nhìn cụ thể hơn về trang web 5.0 

## Khái niệm website
Nhiều người vẫn lầm tưởng world wide web và internet là giống nhau. Nhưng thật sự đó là hai phạm trù vô cùng khác biệt.
WWW viết tắt World Wide Web là một không gian rộng lớn nơi có thể chứa nhiều tài liệu, hình ảnh, văn bản, video,... ở khắp mọi nơi mà không giới hạn khoảng cách địa lý. WWW chứa đựng các liên kết giúp người dùng có thể truy cập sang các trang web khác một cách dễ dàng chỉ qua một cái click chuột đó gọi là các siêu liên kết URL thông qua mạng Internet toàn cầu.
Internet là hệ thống mạng kết nối hàng triệu máy tính trên toàn cầu để giúp dễ dàng tạo và trao đổi thông tin với nhau.
Trong khi đó, World Wide Web là tập hợp các trang mạng nhờ Internet có thể tìm thấy được. Nhờ có Internet mà trình duyệt web có thể tìm kiếm được. Các thông tin liên lạc được truyền bằng giao thức Protocol trên Internet nhưng với Www là HTTP.

## Web 5.0 là gì?
Trong giai đoạn 2020- 2030 sẽ bắt đầu xuất hiện website 5.0 thông minh hơn dự đoán là website thần giao cách cảm sau 2030. Đó là một trang web cấu tạo vô cùng phức tạp khi được nâng cấp lên có thể hiểu được bộ não con người muốn gì đưa ra nhiều tương tác, giao tiếp với người dùng. Ví dụ khi người dùng đang nghĩ tới một câu hỏi, trang web 5.0 sẽ tự động hiểu và tìm đến kết quả đó cho chủ nhân của mình
Với sự phát triển tiến bộ của công nghệ, website bây giờ không chỉ đơn giản là nơi chứa đựng tài nguyên, thư viện lưu trữ thông tin, dữ liệu hình ảnh,... mà xa hơn nữa là các tiện ích thông minh hơn cả một cổ máy móc, ngày càng hội tụ công nghệ hơn. Website 5.0 tương lai sẽ dự đoán cảm xúc thật của người dùng là bước đổi mới lớn trong công cuộc kỉ nguyên số. Từ việc kế thừa những thành công của website 4.0 nơi mà con người có thể truy cập qua các thiết bị mạng không dây để vào trang web bất kì nơi nào, công cụ định vị người dùng thông GPS thì với 5.0 sẽ làm chuyện đó tốt hơn và thêm tính năng bộc lộ cảm xúc người sử dụng website hơn những gì mà chúng ta có thể tưởng tượng.
Website 5.0 được thiết kế giúp con người và thiết bị có thể tương tác với nhau. Xóa bỏ khoảng cách đồ vật và con người. Giờ đây với web 5.0, con người sẽ có thêm một người bạn mới thực sự, chia sẻ được nhiều cung bậc cảm xúc khác nhau như hạnh phúc, vui, buồn, phẫn nộ,.. Ở 5.0 sẽ tương tác với con người nhiều hơn và tương lai  trở thành một người bạn thiết yếu trong cuộc sống làm cho người dùng trở nên vui vẻ và phấn khích khi khi sử dụng. Bằng cách sử dụng tai nghe, người dùng có thể tương tác với nhiều nội dung, phản ứng và bày tỏ cảm xúc thông qua trạng thái khuôn mặt trong thời gian thực sẽ ghi nhận bản đồ hành trình trải nghiệm của khách hàng từ đó tự động hóa đem đến nhiều giải pháp cho chính người sử dụng website ngày càng hoàn thiện hơn. Các tương tác đều được cá nhân hóa cho từng người dùng đem đến những trải nghiệm cảm xúc đáng yêu hơn khi truy cập website 5.0.

## Đặc điểm của Web 5.0
Web 5.0, còn gọi là "Web ngoại cảm" (Telepathic Web) hay "Web cảm giác - cảm xúc (Sensory-Emotive Web), sẽ có mặt sau năm 2030 và trong thế hệ web tương lai phức tạp này, việc cấy ghép vi mạch vào não hay tay người sẽ rất phổ biến. Cấy ghép vi mạch vào não sẽ cho mọi người khả năng giao tiếp với internet thông qua suy nghĩ, ví dụ như dùng suy nghĩ từ não để mở một trang web. Một ví dụ khác có thể kể đến đó là việc thanh toán tại một cửa hàng sẽ được thực hiện bằng một vi mạch trong não hoặc tay và tất cả các thiết bị sẽ được kết nối với internet.
Từ trước đến nay,  WWW (World Wide Web) là một môi trường cảm xúc phẳng. Một blog gây tranh cãi có thể làm dấy lên sự tức giận dẫn đến một cuộc tranh luận rực lửa trên một trang web và các video trên YouTube có thể khiến bạn cười, nhưng Web không phải là một không gian đáp ứng cảm xúc theo thời gian thực. Web không biết trạng thái cảm xúc của bạn hoặc khả năng tiếp thu thông tin cụ thể của bạn ra sao. Việc thiếu nhận thức về cảm xúc của người dùng web làm hạn chế tiềm năng của Web. Ngày nay, chúng ta đang ở ngưỡng cửa của Web 5.0, một trang web cảm giác - cảm xúc gần như nhận thức rõ hơn và có thể đưa ra các biểu đồ về những  biến đổi cảm xúc của bạn trong thời gian thực (real-time). Trong thời đại của web 5.0 sắp tới, với việc sử dụng tai nghe, người dùng có thể tương tác với web thông qua phản hồi cảm xúc về các nội dung, hoặc thay đổi biểu cảm khuôn mặt của avatar của họ trong thời gian thực. Nếu tương tác có thể được cá nhân hóa để tạo những trải nghiệm khiến người dùng phấn khích, thì Web 5.0 chắc chắn sẽ tạo nên một kỷ nguyên mới cho nhân loại, tác động lớn đến đa số các lĩnh vực trong đời sống.
Emotiv, một công ty có trụ sở tại San Francisco đã bắt đầu manh nha những bước đầu tiên chạm đến ngưỡng web 5.0. Họ có thể cảm nhận hoạt động thần kinh bằng cách sử dụng điện não đồ không xâm lấn. Cùng với các chỉ số khác như huyết áp, họ có thể đánh giá các trạng thái sinh lý và thần kinh khác nhau của người dùng. Tai nghe cũng có thể được thiết lập để điều khiển biểu hiện của các vật thể trên màn hình hoặc trò chơi trên phần mềm. Các tín hiệu này có thể được sử dụng để điều khiển trực tiếp phần mềm hoặc các đối tượng thực được trung gian bởi một kênh trực tuyến. Emotiv đại diện cho một sự thay đổi lớn trong tương lai của giao diện con người với WWW. Trong khi một số công ty tuyên bố họ có thể lập bản đồ cảm xúc trong thời gian thực, đây là một chút sai lầm. Cảm xúc rất phức tạp và những cảm xúc như tình yêu, sự tức giận và hạnh phúc rất khó để lập bản đồ trong não, ngay cả với một FMRIv. Thay vào đó, ngày nay các công nghệ của hệ thống đo lường một số tác động của những cảm xúc này. Tuy nhiên, những tiến bộ của chúng tôi trong giao diện máy của con người đẩy chúng ta đến những tương tác mới.

## Đối tượng sử dụng
Hiện nay vẫn chưa có một ví dụ thực tế về công nghệ web 5.0. Nhưng theo dự báo, vào khoảng sau năm 2030 thì web 5.0 sẽ bắt đầu được triển khai ở các công ty có trình độ công nghệ cao nhất thế giới. Nếu chỉ xét riêng hiện nay, thì các công ty có khả năng trở thành người đầu tiên tiếp nhận các công nghệ web 5.0 đó sẽ là Apple, Microsoft, Google, Amazon, Facebook, Alibaba,... Thứ nhất là bởi vì các công ty này đều đang có doanh thu cao nhất trong danh sách các công ty hàng đầu, dễ dàng để có thể chi các khoản chi phí lớn để có thể triển khai web 5.0. Lý do thứ hai đó là các công ty này đều có nền tảng là công ty công nghệ, họ đang và sẽ đầu tư rất nhiều để có thể khai thác tối đa công nghệ web 5.0 để truyền tải nhiều giá trị nhất đến với khách hàng của họ. Ngoài ra, sau một thập kỷ, chúng ta cần lưu ý đến hàng ngàn công ty khách mới bắt đầu xuất hiện và sẽ xuất hiện để vươn lên thành các công ty áp dụng tối ưu web 5.0 cho hoạt động kinh doanh của mình

## Web 5.0 sẽ thay đổi thế giới như thế nào?
Khi Web 5.0 ra đời, sẽ xóa bỏ mọi rào cản, giúp cho chúng ta không có nhiều khoảng cách giữa một trang web và con người. Nâng giá trị của con người, giá trị của xã hội, xóa bỏ mọi quan điểm cũ máy móc chỉ là vô tri vô giác. Giờ đây với Web 5.0 đã trở thành một người bạn thực thụ theo dõi mọi cảm xúc người dùng. Điều này sẽ giúp phát triển cho các tổ chức, doanh nghiệp trong việc kết nối với khách hàng của mình nhiều hơn qua website. Bởi lúc này, web 5.0 như là một người nhân viên thực thụ của công ty, có thể thấu hiểu khách hàng mong đợi gì và đưa ra giải pháp tốt nhất. Trong tương lai, nếu Web 5.0 phát triển tốt hơn nữa, các tổ chức doanh nghiệp có thể sẽ cắt bớt nhân sự vì những tính năng hiện đại, thông minh của web 5.0 đọc và thấu hiểu cảm xúc con người sẽ mang lại nhiều giá trị thu được cho doanh nghiệp mà không tốn quá nhiều chi phí hàng tháng bỏ ra cho việc thuê nhân sự làm việc.

## Tác động của Web 5.0 lên Sales và Marketing
Trong Web 5.0, thử thách quản lý tiếp theo sẽ là thực sự điều chỉnh các tương tác để tạo ra trải nghiệm phong phú, có cảm xúc cho người dùng. Ngày nay, chúng ta thấy những cái nhìn thoáng qua về điều này trong môi trường trò chơi trực tuyến. Thương mại điện tử sẽ phải thích ứng nhiều hơn với các giao tiếp thời gian thực được tùy chỉnh với người dùng. Web 5.0 cũng sẽ đặt ra nhu cầu mới về quảng cáo, một nguồn thu chính trên Web. Nó cũng sẽ được nhắm mục tiêu nhiều hơn đến mức độ kích thích và khả năng tiếp thu thông tin của người dùng. Như mọi lần chuyển đổi trước, web cảm giác có khả năng thay đổi WWW từ một môi trường ồn ào sang một nơi phong phú hơn của các tương tác chu đáo và thân thiện. Nó cũng có thể trở thành một không gian thao túng và gây rối cho các cá nhân. Thời gian sẽ tiết lộ cách chúng ta sử dụng những khả năng mới này.